# Batalla de Seminara (1503)
La batalla de Seminara del 21 d'abril de 1503, lliurada en el context de la guerra de Nàpols, va enfrontar a les tropes franceses de Bérault Stuart d'Aubigny contra les espanyoles comandades per Fernando de Andrade, resultant en la victòria d'aquestes últimes.

## Context
El novembre de 1500 Lluís XII de França i Ferran el Catòlic de la Corona d'Aragó van signar el tractat de Granada pel que tots dos acordaven repartir-se el Regne de Nàpols, encara sota el regnat de Frederic III de Nàpols, a parts iguals.
El 1501 l'exèrcit francès de Robert Stuart d'Aubigny va penetrar a Nàpols des del nord, mentre les forces espanyoles sota el comandament del Gran Capità Gonzalo Fernández de Córdoba ocupaven la part sud. Frederic I va ser enderrocat i el seu regnat dividit entre els dos ocupants, segons l'estipulat en el tractat. Aviat van sorgir les dissensions entre francesos i espanyols per la possessió de la franja geogràfica que separava els seus respectius territoris, i el juny de 1502 es va arribar a l'enfrontament armat entre tots dos.
Les forces franceses, més nombroses, es van dividir en dues: el Virrei de Nàpols, Lluís d'Armagnac, va quedar en Pulla encerclant al Gran Capità a Barletta mentre d'Aubigny assetjava les forces espanyoles d'Hug de Cardona i Manuel de Benavides a Calàbria. A principis d'abril de 1503 semblava que la pau estigués propera, per les gestions diplomàtiques que Felip I de Castella, gendre de Ferran el Catòlic, havia dut a terme amb el rei de França signant el tractat de Lió, però la negativa de l'aragonès a ratificar l'acord va deixar les coses com estaven.

## Batalla
A mitjans de febrer va salpar de Cartagena l'armada enviada pel rei Ferran a Nàpols en suport del Gran Capità, dirigida per Luis Portocarrero, amb 40 naus i 600 soldats de cavalleria i 2.000 gallecs i asturians d'infanteria a bord. Va arribar a 5 de març a Messina, d'on van passar tres dies després a Reggio, ja a la península italiana, enmig d'un temporal. Poc després va morir Portocarrero, nomenant a Fernando de Andrade com el seu successor en el lideratge de les forces espanyoles.
Assabentat Aubigny de l'arribada dels reforços espanyols, va ajuntar 200 genets i 800 infants amb els que va marxar en Terranova, que es trobava defensada pel capità Alvarado amb 100 genets i 300 infants, abans que fos socorreguda. Davant l'arribada del reforç espanyol, Aubigny va aixecar el setge de Terranova i va marxar cap a San Martino di Taurianova, mentre Andrade va reunir totes les seves forces en Seminara. Entrats en parlament, ambdós bàndols van concertar entrar en batalla el següent divendres, 21 abril. Aubigny va conduir les seves tropes a Gioia Tauro, 10 km. al nord. Fixada la data de la batalla, els soldats espanyols es van amotinar, refusant entrar en combat fins a veure satisfetes les seves pagues endarrerides, Hug de Cardona i el virrei de Sicília van haver de donar-los una bestreta, de manera que l'assumpte va quedar resolt.
El dia assenyalat es van trobar els dos exèrcits a mig camí entre Seminara i Gioia. En l'enfrontament, les tropes espanyoles van derrotar les franceses, que es van retirar cap al nord perseguides pels espanyols.

## Conseqüències
Aubigny seria assetjat al castell de Angitola, on es va rendir 30 dies després; va ser conduït com a presoner al Castell Nou de Nàpols. Derrotat l'exèrcit francès, la província de Calàbria va quedar sota el control de les forces espanyoles. Una setmana després d'aquest enfrontament, el Gran Capità derrotaria els francesos a la batalla de Cerinyola, donant un nou gir a la guerra, que a partir d'aquest moment s'inclinaria en favor de les forces espanyoles.